# Иита
Иита, Э́та (гренл. Etah) — заброшенный населённый пункт в коммуне Аванаата, в северной части Гренландии. В первой половине XX века именно на его территории снаряжались экспедиции Роберта Пири на Северный полюс. В 1860-х годах заселён инуитами.

## География
Расположен в районе окружённого с двух сторон отвесными скалами фьорда Фулк (длина — 610 м, ширина — 2,4 км), недалеко от места обитания северных оленей. К восточной оконечности фьорда примыкает ледник Brother John’s Glacier, у подножия которого находится небольшое замёрзшее озеро Алида с водой, пригодной для питья. К западу от заброшенного населённого пункта несёт свои воды пролив Нэрса, расположенный в северной части моря Баффина и разделяющий Гренландию и остров Элсмир. С октября по июль он покрыт льдом.